# Ígor (Winnie-the-Pooh)
Ígor (llamado originalmente Eeyore) es un personaje de la serie de libros Winnie the Pooh, generalmente representado como un viejo burro de peluche gris bastante pesimista y melancólico, amigo del protagonista, Winnie the Pooh. Siempre pierde su cola que está colocada con un botón, casi como el juego «póngale la cola al burro», con un moño rosa en el extremo final. Su nombre es una representación de la frase onomatopéyica hee-haw, que hace referencia al sonido producido por un burro al rebuznar, tal y como se escribe en el dialecto Cockney, que se caracteriza por el uso de la H en vez de la R habitual del inglés.

## En las obras originales
Ígor aparece en los capítulos 4, 6, 8, y 10 de Winnie the Pooh, aunque se le menciona en otros. También aparece en todos los capítulos de The House at Pooh Corner excepto en el capítulo 7. Físicamente, se describe como un burro viejo gris. En las ilustraciones de E. H. Shepard, es una cabeza más alto que Pooh y alrededor de un metro más alto que Christopher Robin. Tiene una larga cola, que se puede quitar, con un lazo rosa en el extremo, y Christopher Robin se la suele volver a poner con una chincheta.
En The House at Pooh Corner, el nivel de alfabetización de Ígor no está claro. Cuando Christopher Robin le muestra la letra "A", Ígor no entiende su significado, sabiendo solo que "significa aprender", algo que desesperadamente quiere que se vea que tiene, pero destruye enojado la letra después de descubrir que Conejo (que es bastante alfabetizado) ya lo sabe. Sin embargo, escribe su propio nombre "eoR" al firmar la "rissolution" que los animales le dan a Christopher Robin como regalo de despedida en el capítulo final. Ígor también escribió el poema de rima torpe llamado "POEM", que apareció en "rissolution", convirtiéndolo en el único personaje de los libros de Winnie the Pooh, además del propio Pooh, que intenta escribir poesía (un hecho que el mismo Ígor señala).

## Adaptaciones

### Versión de Disney
Ígor aparece como uno de los personajes principales en la franquicia de Winnie the Pooh de Disney. Originalmente, Ralph Wright le puso la voz, pasando luego a hacerlo Michael Liston, y siendo su voz actual la de Peter Cullen. En el merchandising de Disney, a veces tiene una sonrisa poco habitual. Además, también es algo menos cáustico y sarcástico en la versión animada de Disney que en los cuentos originales de A. A. Milne. Su cola no siempre se fija a él por una chincheta, aunque Disney ha elegido esto como parte de su imagen permanente. Ígor perdió la cola en el Bosque de los Cien Acres, donde Búho la encontró y utilizó como campana al lado de su puerta, antes de que Winnie the Pooh la encontrara para Ígor.
A pesar de su naturaleza depresiva, Ígor es capaz de una gran compasión, mientras que en los libros es más apático. Varios episodios de Las nuevas aventuras de Winnie the Pooh ejemplifican esto, incluidos "Burro por un día", "Rayas", "El hogar es donde está el hogar" y "Eeyi Eeyi Eeyore". Ígor suele ser uno del grupo central de animales, junto con Pooh, Piglet, Conejo y Tigger. De estos cinco, él es el más reacio a seguir sus planes o aventuras, pero no se opone a ellos porque cree que es inútil intentarlo.
En las adaptaciones, Ígor ha desarrollado una estrecha amistad con Tigger. A pesar de sus personalidades opuestas, la naturaleza pasiva de Ígor y el optimismo y la extroversión de Tigger les ayudan a aceptar los defectos del otro y entenderse mejor. Su cercanía comienza al final de Winnie the Pooh and a Day for Eeyore y continúa en trabajos posteriores como The New Adventures of Winnie the Pooh, A Winnie the Pooh Thanksgiving y la película de Winnie the Pooh de 2011.
Su cola no siempre estuvo fijada a él por un clavo, aunque Disney ha elegido esto como parte de su imagen permanente. Cuando Ígor perdió la cola, Búho la encontró y la usó como un timbre junto a su puerta antes de que Pooh la encontrara para Ígor. Christopher Robin luego se lo volvió a colocar. Según Winnie the Pooh y el árbol de miel, esto fue posible porque Ígor está lleno de aserrín. En las películas y series animadas, Ígor tiene su color gris natural, aunque en la comercialización es de color azul con un hocico rosado. Aparece en Walt Disney Parks and Resorts como personaje para conocer y saludar. También es un personaje recurrente en la serie de televisión Mis amigos Tigger y Pooh, y tuvo aparición en un episodio crossover de Doctora Juguetes. También aparece en la película de imagen real Christopher Robin.

### Winnie-the-Pooh: Blood and Honey
Al comienzo de la película de terror de 2023 Winnie-the-Pooh: Blood and Honey, Ígor fue asesinado y devorado por los demás animales debido a que se morían de hambre después de que Christopher Robin se fuera a la universidad. Pooh usó la cola de Ígor para azotar a sus víctimas.
- Datos: Q1799013
- Multimedia: Eeyore / Q1799013